# Julián García de Vera
Julián García de Vera fue un jesuita nacido en el municipio español de Velilla de Jiloca, Zaragoza, el 27 de marzo de 1712.

## Biografía
Julián nació de una familia noble y tomó el hábito de San Ignacio de Loyola y enseñó con crédito las letras humanas, la filosofía y la teología.
Julián desempeñó varios cargos en la Compañía de Jesús y fue examinador sinodal del obispado de Huesca.

## Obra
- Cursus philosophicus....., 1759
- Sermón de la Purísima Concepción...., 1744
- Sermón en la primera fiesta celebrada por la Real Compañía del Comercio..., Zaragoza, 1752
- Traducción del cristianismo feliz, obra del célebre Ludovico Antonio Muratori, el cual lo publicó en italiano

## Valoración
- Orador de gran celo y erudicción
- Se conquistó una gran reputación y el aprecio general
- Félix Latassa lo coloca entre sus Ilústres aragoneses